# Yeonnam-dong
Yeonnam-dong (koreanska: 연남동) är en stadsdel i stadsdistriktet Mapo-gu i Sydkoreas huvudstad Seoul.